# Langas
Langas (lulesamiska: Láŋas) är en sjö i Gällivare kommun och Jokkmokks kommun i Lappland och ingår i Luleälvens huvudavrinningsområde. Sjön är 73 meter djup, har en yta på 52,3 kvadratkilometer och är belägen 374 meter över havet. Sjön avvattnas av vattendraget Luleälven (Stora Luleälven) och ligger mittemellan Stora Sjöfallet och Jaurekaskaforsen.

## Delavrinningsområde
Langas ingår i det delavrinningsområde (747187-163453) som SMHI kallar för Utloppet av Langas. Medelhöjden är 536 meter över havet och ytan är 254,6 kvadratkilometer. Räknas de 327 avrinningsområdena uppströms in blir den ackumulerade arean 7 729,47 kvadratkilometer. Avrinningsområdets utflöde Luleälven (Stora Luleälven) mynnar i havet. Avrinningsområdet består mestadels av skog (46 procent) och kalfjäll (31 procent). Avrinningsområdet har 53,51 kvadratkilometer vattenytor vilket ger det en sjöprocent på 21 procent.

## Galleri

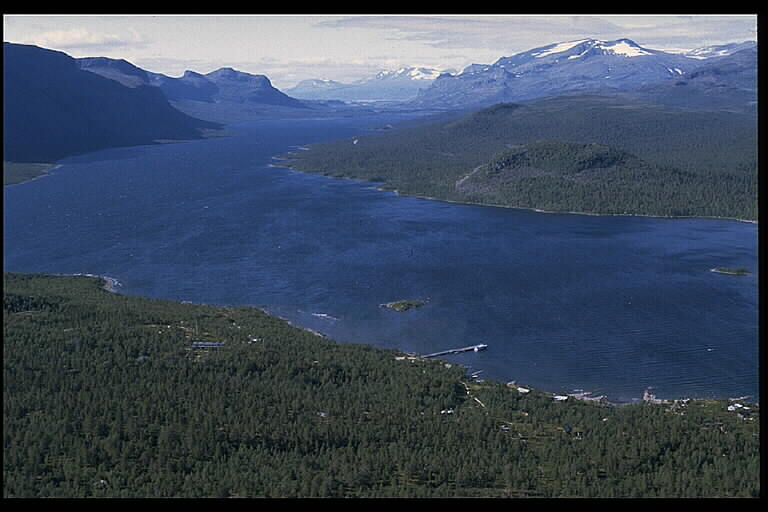
Saltoluokta och Langas 10 augusti 1994.